# Jacob Brunck
Jacob Brunck var en svensk guldsmed.
Brunck var inskriven som guldsmedsmästare i Stockholm 1715-1743. Bland hans bevarade arbeten märks en dryckeskanna med motiv av Orfeus spelande för svanar på locket som ingår i Nationalmuseums samlingar och med en bägare vid Kalmar läns museum.